# Legiunea blestemaților
Legiunea blestemaților (titlu original în daneză: Fordømtes Legion) este un roman din 1953 scris de Sven Hassel. Este primul dintr-o serie de paisprezece romane despre Al Doilea Război Mondial scrise de Hassel. Cartea, din punct de vedere cronologic, are loc de-a lungul a câțiva ani, începând cu arestarea protagonistului și trimiterea sa în lagărele de concentrare germane și se încheie când acesta ajunge ofițer și comandant de companie pe frontul rusesc. Toate cărțile ulterioare de război ale lui Sven Hassel completează detaliile omise în această carte.

## Prezentare
Publicată în 1953, romanul prezintă viața unui soldat în Rusia Europeană în timpul celui de-al doilea război mondial de partea celui de-al Treilea Reich, fiind mutat prin diferite lagăre de concentrare în preludiul aventurilor de pe front alături de camarazii din unitatea penală.
Legiunea blestemaților este apreciată de către criticii din Europa și din Statele Unite, fiind tradusă în 15 limbi.

## Personaje
- Sven: Sven Hassel însuși.
- Porta: Cel care înveselește grupul.
- Julius Heide: nazist fanatic, soldat bun. A fost ofițer în Germania de Est după război.
- Barcelona Blom: A participat în Războiul Civil Spaniol de partea ambelor tabere.
- Micuțul: Un gigant, care este la fel de puternic pe cât este prost.
- Bătrânul: Comandantul trupelor și om înțelept.
- Legionarul: Fost soldat în Legiunea străină, convertit la islam.
- Stege: Student.
- Müller: Fanatic creștin.
- Profesorul: Voluntar norvegian.

## În limba română
- Legiunea blestemaților, Editura Nemira, 1992
- Legiunea blestemaților, Editura Bogdana, 2005
- Legiunea blestemaților, Editura Lucman, 2006
- Legiunea blestemaților, Adevărul, 2010

## În alte limbi
- engleză: Legion of the Damned
- italiană: Maledetti da Dio
- slovenă: Legija prekletih
- rusă: Легион Проклятых

## Vezi și
- Opere literare inspirate de al doilea război mondial

## Legături externe
- Legiunea blestemaților la Librarything